# خلايا السيجار
خلايا السيجار هي خلايا دم حمراء تكون على شكل سيجارة أو قلم رصاص على مسحة الدم المحيطي.تترافق عادةً خلايا السيجار مع كثرة الكريات الإهليلجية الوراثية. لذلك قد ترى أيضاً في فقر الدم بسبب نقص الحديد والحالات المرضية الأخرى التي تنقص تقلب و أو إنتاج خلايا الدم الحمراء. في حالة فقر الدم بسبب نقص الحديد فإنه يتوقع أيضاً أن يكون هناك صغر في الكريات الحمراء ونقص الانصباغ.

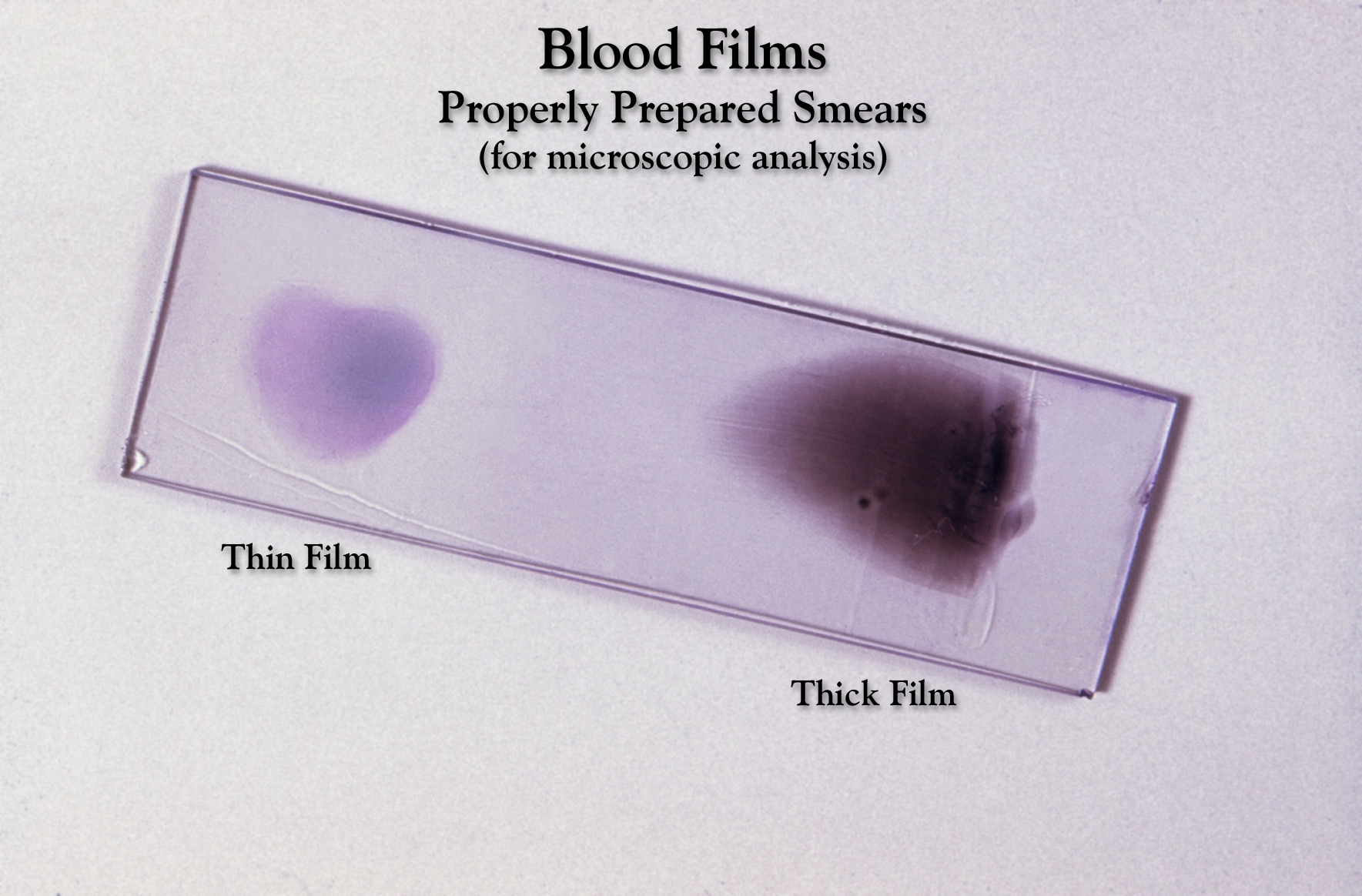
Blood films, صبغة جيمزا stained